# Kadir Sağlam
Kadir Sağlam (Ankara) is een Turks voetbalscheidsrechter. Hij is in dienst van FIFA en UEFA sinds 2023. Ook leidt hij sinds 2022 wedstrijden in de Süper Lig.
Op 4 februari 2022 leidde Sağlam zijn eerste wedstrijd in de Turkse nationale competitie. Tijdens het duel tussen Kayserispor en Hatayspor (4–3) trok de leidsman tweemaal de gele kaart. Zijn eerste interland floot hij op 21 maart 2022, toen Montenegro met 2–0 won van Wit-Rusland. Tijdens deze wedstrijd hield Sağlam zijn kaarten op zak.

## Interlands
| Datum         | Plaats           | Wedstrijd                  | Uitslag | Competitie        | Kreeg geel | Kreeg voor de tweede keer geel en dus rood | Weggestuurd |
| ------------- | ---------------- | -------------------------- | ------- | ----------------- | ---------- | ------------------------------------------ | ----------- |
| 21 maart 2024 | Boztepe, Turkije | Montenegro – Wit-Rusland   | 2 – 0   | Vriendschappelijk | 0          | 0                                          | 0           |
| 26 maart 2024 | Boztepe, Turkije | Kaaimaneilanden – Moldavië | 0 – 4   | Vriendschappelijk | 1          | 0                                          | 0           |
| 21 maart 2024 | Sumgait, Turkije | Azerbeidzjan – Haïti       | 0 – 3   | Vriendschappelijk | 1          | 1                                          | 0           |

Laatst bijgewerkt op 27 maart 2025.